# 太陽がいっぱい (1998年のテレビドラマ)
『太陽がいっぱい』（たいようがいっぱい）は、1998年1月13日 - 3月17日に関西テレビ放送の企画・制作により、フジテレビ系「関西テレビ制作火曜夜10時枠の連続ドラマ」枠でに放送された日本のテレビドラマ。全10回。第1話は15分拡大放送。

## あらすじ
上村雄一は、玩具メーカーに勤めるサラリーマン。学生時代からの友人から貰った宝くじで1億5000万円が当たってしまう。更に社長から会長の監査役を命令され、そこで会長の一人娘でライター・谷山マリ子と出会い、結婚を果たす。一攫千金、出世、結婚と一見、何もかもが幸せの様に思えたが、それは大きな不幸の前兆だった。

## キャスト
- 上村雄一：中村雅俊
- 谷山マリ子：牧瀬里穂
- 加藤充：細川茂樹
- 中野良江：髙田万由子
- 青木麗子：戸田恵子
- 只野敏郎：ふかわりょう
- 夏川圭子：小原雅人
- 谷山千春：上脇結友
- 斉藤隆夫：モト冬樹
- 島崎銀蔵：平泉成
- 松野トメ：鷲尾真知子
- 谷山聡子：鰐淵晴子
- 谷山総太郎：中村嘉葎雄

## スタッフ
- 脚本：土屋斗紀雄
- 音楽：中川幸太郎
- 主題歌：「彼女と私の事情」相川七瀬
- 企画：濱星彦
- プロデュース：森田拓治、松村俊二
- 演出：木下高男、平野眞（共同テレビ）、三宅喜重（関西テレビ）
- 制作：関西テレビ、共同テレビ

## サブタイトル
| 各話                                                     | 放送日  | サブタイトル                  | 視聴率 |
| -------------------------------------------------------- | ------- | ----------------------------- | ------ |
| 第1話                                                    | 1月13日 | ハプニングもいっぱい          | 12.0%  |
| 第2話                                                    | 1月20日 | 初夜どころじゃない!           | 09.5%  |
| 第3話                                                    | 1月27日 | 未完成夫婦に強敵現わる        | 07.7%  |
| 第4話                                                    | 2月03日 | 超危険なホームパーティ        | 08.5%  |
| 第5話                                                    | 2月10日 | それが目的で俺と結婚したのか! | 06.8%  |
| 第6話                                                    | 2月17日 | 初めての家族旅行              | 06.6%  |
| 第7話                                                    | 2月24日 | 裏切り者は誰だ!               | 08.3%  |
| 第8話                                                    | 3月03日 | 娘をつけ狙う男                | 07.0%  |
| 第9話                                                    | 3月10日 | 妻の裏切り                    | 06.6%  |
| 最終話                                                   | 3月17日 | くじけちゃいけない!           | 08.9%  |
| 平均視聴率8.3%（視聴率は関東地区・ビデオリサーチ社調べ） |         |                               |        |